# فریبکاری لذت‌بخش
فریبکاری لذت‌بخش (انگلیسی: Delightfully Deceitful؛‏ کره‌ای: 이로운 사기) یک مجموعه تلویزیونی محصول کره جنوبی سال ۲۰۲۳ با بازی چون وو هی و کیم دونگ ووک است. این مجموعه از ۲۹ مه تا ۱۸ ژوئیه ۲۰۲۳، روزهای دوشنبه و سه‌شنبه ساعت ۲۰:۵۰ (کی‌اس‌تی) از تی‌وی‌ان پخش شد. این مجموعه همچنین برای استریم در تیوینگ در کره جنوبی، در یو نکست در ژاپن و در ویو در مناطق منتخب قابل دسترسی است.

## بازیگران

### اصلی
- چون وو هی در نقش لی رو ووم[۲]
- کیم دونگ ووک در نقش هان مو یونگ[۱]
  - کیم یون وو در نقش جوانی هان مو یونگ[۹]
- یون پارک در نقش گو یو هان[۱۰]
- پارک سوجین در نقش مو جه این[۱۱][۱۲]